# Olympische Sommerspiele 1996
| Medaillenspiegel               | Medaillenspiegel   | Medaillenspiegel | Medaillenspiegel | Medaillenspiegel | Medaillenspiegel |
| Platz                          | Land               | G                | S                | B                | Ges.             |
| ------------------------------ | ------------------ | ---------------- | ---------------- | ---------------- | ---------------- |
| 1                              | Vereinigte Staaten | 44               | 32               | 25               | 101              |
| 2                              | Russland           | 26               | 21               | 16               | 63               |
| 3                              | Deutschland        | 20               | 18               | 27               | 65               |
| 4                              | China              | 16               | 22               | 12               | 50               |
| 5                              | Frankreich         | 15               | 7                | 15               | 37               |
| 6                              | Italien            | 13               | 10               | 12               | 35               |
| 7                              | Australien         | 9                | 9                | 23               | 41               |
| 8                              | Kuba               | 9                | 8                | 8                | 25               |
| 9                              | Ukraine            | 9                | 2                | 12               | 23               |
| 10                             | Südkorea           | 7                | 15               | 5                | 27               |
| …                              | …                  | …                | …                | …                | …                |
| 18                             | Schweiz            | 4                | 3                | –                | 7                |
| 57                             | Österreich         | –                | 1                | 2                | 3                |
| Vollständiger Medaillenspiegel |                    |                  |                  |                  |                  |

Die Olympischen Sommerspiele 1996 (auch Spiele der XXVI. Olympiade genannt) fanden vom 19. Juli bis zum 4. August 1996 in Atlanta statt. Die Hauptstadt des amerikanischen Bundesstaates Georgia setzte sich in der Wahl des Austragungsorts auf der 96. IOC-Session in Tokio gegen die Mitbewerber Athen, Toronto, Melbourne, Manchester und Belgrad durch. Es nahmen 10.320 Sportler aus 197 Nationen teil, was einen neuen Rekord bei Olympischen Sommerspielen darstellte. Die erfolgreichsten Athleten waren Amy Van Dyken mit vier Goldmedaillen, Michelle Smith mit drei Gold- und einer Bronzemedaille und Jenny Thompson mit drei Goldmedaillen, die alle drei an den Schwimmwettbewerben teilnahmen.
Die Vergabe nach Atlanta war von den griechischen Mitbewerbern stark kritisiert worden, da diese die Sommerspiele zum hundertjährigen Jubiläum gerne wieder an ihren Ursprungsort geholt hätten. Die Olympischen Sommerspiele von 1996 wurden zudem sehr stark für ihre Kommerzialisierung kritisiert. Sponsoren nahmen einen so hohen Stellenwert ein wie nie zuvor. Die Veranstaltung stand zudem unter dem Schatten eines am 27. Juli verübten Bombenattentates, bei dem zwei Menschen getötet und 111 verletzt wurden.

## Bewerbung und Vergabe der Spiele

### Bewerbung
Um die Austragung der Olympischen Sommerspiele 1996 bewarben sich sechs Städte: Athen, Toronto, Melbourne, Manchester, Belgrad und Atlanta. Die Bewerbung um die Jubiläumsspiele hundert Jahre nach den ersten Olympischen Spielen der Moderne 1896 in Athen durch die griechische Hauptstadt war allgemein erwartet worden. Zur Bekanntgabe nutzten das Organisationskomitee und die Regierung Griechenlands die Feier zum 90. Jubiläum der 1896er Spiele am 15. April 1986 im alten Athener Parlamentsgebäude. Dort präsentierte der Premierminister Andreas Papandreou den einstimmigen Kabinettsbeschluss zur Unterstützung der Bewerbung. Das Bewerbungskomitee unter dem Vorsitzenden Spyros A. Metaxa warb vor allem mit der Tradition dieses Austragungsortes und trat ziemlich aggressiv auf, was der Kandidatur schadete.
Atlantas Bewerbung um die Olympischen Sommerspiele 1996 ging auf den Rechtsanwalt William „Billy“ Porter Payne zurück, der am 8. Februar 1987 die Georgia Amateur Athletic Foundation (GAAF) mit diesem Ziel gründete. Paynes Vorhaben wurde zwar vom Bürgermeister Atlantas, Andrew Young, gebilligt, dieser schloss jedoch eine finanzielle Unterstützung der Spiele durch die Stadt aus. Somit war es sicher, dass bei der Vergabe an Atlanta die Olympischen Spiele wie zuvor erstmals in Los Angeles 1984 privat ausgerichtet werden mussten. Für seine Idee gewann Payne eine Gruppe lokaler Geschäftsleute, die als Atlanta Nine Bekanntheit erlangten.
Am 29. April 1988 setzte sich Atlanta in Washington bei der Auswahl des amerikanischen Bewerberortes durch das USOC gegen 14 weitere Bewerber durch. Im Finaldurchgang unterlag Minneapolis-Saint Paul der Hauptstadt des Bundesstaates Georgia. Bei den Olympischen Sommerspielen 1988 in Seoul nahm eine Delegation unter Young und Payne erstmals Kontakt mit dem IOC auf. Anschließend wurde im November 1988 die GAAF in das Atlanta Organizing Committee (AOC) umgewandelt. In der Bewerbungsphase musste sich dieses Komitee mit verschiedenen Problemen auseinandersetzen, die gegen eine Vergabe der Spiele an Atlanta angeführt wurden. Zum einen erhob Athen den Anspruch, die Jubiläumsspiele ausrichten zu dürfen, zum anderen führten Kritiker an, dass seit den Olympischen Sommerspielen 1984 in Los Angeles noch nicht genug Zeit für eine erneute Vergabe in den USA verstrichen sei. Weiterhin wurde Atlanta vorgeworfen nicht genug sportliche Bedeutung zu besitzen. Um diese Kritiken zu zerstreuen, nahmen Vertreter des AOC engen Kontakt zu den Mitgliedern des IOC auf. Zudem hatte der Bürgermeister Atlantas, Young, in der dritten Welt eine hohe Reputation, was sich positiv auf die Bewerbung auswirkte. Die Kandidatenstädte wurden von einem achtköpfigen Gremium der Vereinigung der Nationalen Olympischen Komitees beurteilt, wobei Atlanta am besten abschnitt. Diese Bewertung wurde jedoch nicht veröffentlicht, was als Fehler des IOC bewertet wurde, weil es der späteren Kritik an der Entscheidung Wind aus den Segeln genommen hätte.

### Vergabe
Die Wahl des Austragungsortes fiel am 18. September 1990 auf der 96. IOC-Session in Tokio. Der IOC-Präsident Juan Antonio Samaranch stimmte, wie es Tradition war, nicht mit ab, so dass bei den insgesamt 87 anwesenden Mitgliedern die Mehrheit bei 44 Stimmen lag. Das favorisierte Athen hatte im Laufe der Bewerbungsphase durch arrogantes und aggressives Verhalten seinen Vorteil immer weiter verspielt, so dass sich eine Anti-Athen-Koalition herausbildete, aus der sich schließlich Außenseiter Atlanta im fünften Wahlgang durchsetzen konnte.
Ergebnis der Wahlgänge:
| Ort        | Land                   | Runde 1 | Runde 2 | Runde 3 | Runde 4 | Runde 5 |
| ---------- | ---------------------- | ------- | ------- | ------- | ------- | ------- |
| Atlanta    | Vereinigte Staaten     | 19      | 20      | 26      | 34      | 51      |
| Athen      | Griechenland           | 23      | 23      | 26      | 30      | 35      |
| Toronto    | Kanada                 | 14      | 17      | 18      | 22      | —       |
| Melbourne  | Australien             | 12      | 21      | 16      | —       | —       |
| Manchester | Vereinigtes Königreich | 11      | 5       | —       | —       | —       |
| Belgrad    | Jugoslawien            | 7       | —       | —       | —       | —       |

Die Niederlage gegen die Wirtschaftsmetropole Atlanta wurde von den Griechen als Kränkung aufgefasst, so dass sie bekannt gaben, sich nie wieder für Olympische Spiele bewerben zu wollen. Tatsächlich aber war 1997 die Bewerbung für die XXVIII. Olympischen Sommerspiele erfolgreich, die 2004 in Athen ausgerichtet wurden. Die Entscheidung für Atlanta brachte dem IOC Kritik ein, da es infolgedessen als käuflich erschien, die gewinnorientierten Mitglieder des IOC hatten sich gegen die den traditionellen Werten der olympischen Bewegung verpflichteten durchgesetzt. Zudem veröffentlichte 1991 die Zeitung USA Today, dass Robert Helmick, der ein einflussreicher Vertreter des Bewerbungskomitees Atlantas war, 300.000 Dollar Beraterhonorar entgegennahm, um die Aufnahme von Golf in das olympische Programm zu forcieren.

## Vorbereitung

### Organisation
Das Atlanta Committee of the Olympic Games (ACOG) konstituierte sich am 28. Januar 1991 als eine private und gemeinnützige Vereinigung. Der Präsident und Generalsekretär des ACOG war William Porter Payne, Co-Chairman waren Robert M. Holder Jr. und Andrew Young. Weitere Mitglieder waren unter anderem die IOC-Mitglieder Anita DeFrantz und James L. Easton, der Bürgermeister Atlantas, Maynard H. Jackson, der Generalsekretär des USOC, Richard D. Schultz, und der USOC-Präsident, Leroy Walker.
Die Vorbereitung der Olympischen Spiele 1996 erfolgte durch das ACOG in Zusammenarbeit mit der Stadt Atlanta, der 1989 von der Generalversammlung Georgias gegründeten Metropolitan Atlanta Olympic Games Authority (MAOGA), dem USOC und dem IOC. Die Planung, Finanzierung und Konstruktion der Wettkampfstätten gehörten zum Aufgabengebiet des MAOGA, das sich aus dem Bürgermeister Atlantas, dem Präsidenten des Stadtrates und drei vom Bürgermeister bestellten Mitgliedern zusammensetzte. Das ACOG und das USOC gründeten am 14. Juni 1991 zusammen die Atlanta Centennial Olympic Properties (ACOP), die für das Marketing verantwortlich waren. Die Organisation der Spiele erfolgte durch ein Exekutivkomitee und vier ständige Komitees, die vom Board of Directors gegründet wurden. Unter Adolphus Drewery Frazier Jr. waren zehn Abteilungen mit verschiedenen Aufgabenbereichen wie etwa Sport und internationale Beziehungen angesiedelt. Die Mitarbeiter des ACOG waren teils bezahlte Kräfte, zum Teil waren es Ehrenamtliche. Zu Beginn der Spiele beschäftigte das ACOG 6560 Mitarbeiter und 51.881 Volunteers, hinzu kamen 78.240 akkreditierte Vertragspartner.
Das ACOG kümmerte sich vor allem um die Ausrichtung der Wettkämpfe und die Unterbringung der Sportler und weiterer Mannschaftsmitglieder. Mit der Erstellung des Masterplans betraute das ACOG im Juli 1991 das Architekturbüro Sizemore Floyd Ingram. Vier ortsansässige Baufirmen, die die Bauaufträge erhalten hatten, gründeten dann im März 1992 das Joint Venture Olympic Facilities Construction Program. Beim Errichten der Sportstätten beschränkte sich das Organisationskomitee nur auf das notwendige, weshalb es weniger Investmentruinen als bei anderen Olympischen Spielen gab. Der Ausbau der Infrastruktur erfolgte durch den Bundesstaat und die lokalen Behörden. Die Stadt investierte in den Autobahnausbau und den öffentlichen Nahverkehr, in dem das Netz der U-Bahn- und Busverbindungen der Metropolitan Rapid Transit Authority (MARTA) wesentlich erweitert wurde. Im Zuge der Verbesserung der öffentlichen Verkehrsmittel wurde auch eine neue Verbindung zwischen dem Flughafen im Süden und den Wohnvierteln im Norden der Stadt geschaffen.
Von den Gesamteinnahmen von 2,6 Milliarden US-Dollar standen dem ACOG 1,7 Milliarden US-Dollar zur Verausgabung zur Verfügung. Die größten Einnahmequellen waren die Fernsehrechte mit 568 Millionen US-Dollar, das Joint Venture mit 426 Millionen und die Ticketverkäufe mit 425 Millionen. Die größten Posten auf der Ausgabeseite waren die Sportstätten mit 494 Millionen US-Dollar, die Technologie mit 218 Millionen und TV-Installationen mit 141 Millionen. Marketingeinnahmen wurden zum einen über das TOP III-Programm des IOC, das unter anderem Coca-Cola, VISA, IBM und Kodak umfasste, und das Joint Venture von ACOG und USOC namens Centennial Olympic Partners (ACOP), dem die NationsBank, Motorola, Sara Lee Corporation, AT&T, Swatch, The Home Depot, McDonald’s, Anheuser-Busch und Delta Air Lines angehörten. Darüber hinaus warb das ACOP 24 weitere Partner und vergab 120 Lizenzen. Das ACOP erwirtschaftete insgesamt 760 Millionen Dollar.

### Sportpolitik
Das IOC förderte die teilnehmenden Mannschaften mit der Rekordsumme von 21,677 Millionen US-Dollar, was die hohe Teilnehmerzahl mit bedingte. Pro Mannschaft wurden die Kosten für sechs Sportler und zwei Offizielle übernommen wie zuvor schon 1988 in Seoul und 1992 in Barcelona. Darüber hinaus erhielt jedes NOK 8000 Dollar sowie weitere 800 Dollar pro Teilnehmer. Von den Fernseheinnahmen wurden durch das IOC 56,42 Millionen Dollar an die NOKs ausgeschüttet.
In Atlanta wurden nach einem IOC-Beschluss aus dem Jahr 1994 die Mitglieder der 1981 gegründeten Athletenkommission erstmals direkt gewählt. Von den wahlberechtigten Sportlern gaben 5734 (54 %) ihre Stimme für die Besetzung der sieben Plätze ab. Gewählt wurden der tschechische Leichtathlet Jan Železný, der russische Schwimmer Alexander Popow, der amerikanische Volleyballer Robert Ctvrtlik, die kanadische Leichtathletin Charmaine Crooks, der ukrainische Leichtathlet Serhij Bubka, die algerische Leichtathletin Hassiba Boulmerka und der deutsche Ruderer Roland Baar. Die Plätze für Wintersportler in diesem Gremium wurden auf dieselbe Weise zwei Jahre später bei den Olympischen Winterspielen 1998 in Nagano bestimmt.

## Gebäude

### Sportstätten
Die Sportstätten der Olympischen Sommerspiele 1996 lassen sich in drei Regionen aufteilen. Herzstück der Spiele war der Olympische Ring, eine Drei-Meilen-Zone im Zentrum Atlantas, in dem sich auch das Olympiastadion befand. Weitere Sportstätten befanden sich in der Metropolregion Atlanta, andere weiter entfernt in Georgia und auch in anderen Bundesstaaten der USA.
Olympischer RingCentennial Olympic Stadium, Georgia Dome (Basketball, Handball), Georgia Tech Aquatic Center (Schwimmen, Turmspringen, Wasserball, Synchronspringen, Fassungsvermögen: 14.600 Zuschauer), Atlanta-Fulton County Stadium, Georgia World Congress Center (Fechten, Judo, Ringen, Handball, Gewichtheben, Moderner Fünfkampf, Tischtennis, zweitgrößtes US-Messe- und Veranstaltungszentrum mit 762.000 m²), Omni Coliseum, Alexander Memorial Coliseum, Georgia State University Sports Arena, Forbes Arena (Morehouse College), die zum Atlanta University Center gehörenden Alonzo Herndon Stadium am Morris Brown College (Hockeywettbewerbe, Fassungsvermögen: 15.000 Zuschauer) und Clark Atlanta University Stadium (Hockeywettbewerbe, Fassungsvermögen: 5.000 Zuschauer).
MetropolregionStone Mountain Tennis Center, Stone Mountain Park Archery Center, Stone Mountain Park Velodrome (alle drei jeweils im Stone Mountain Park gelegen), Sanford Stadium (olympisches Fußballturnier, Fassungsvermögen: 86.300 Zuschauer, gelegen in Athens), Stegeman Coliseum (Rhythmische Sportgymnastik, Volleyball, Fassungsvermögen: 10.500 Zuschauer, 105 Kilometer nordöstlich von Atlanta), Wolf Creek Shooting Complex (Schießen, Moderner Fünfkampf, Fassungsvermögen: 10.900 Zuschauer, 34 Kilometer südwestlich des olympischen Dorfs), Georgia International Horse Park. Darüber hinaus der 90 Kilometer nördlich von Atlanta befindliche Lake Lanier, auf dem die Ruderwettbewerbe stattfanden und der 32 Kilometer südlich des olympischen Dorfs gelegene Atlanta Beach mit zwei Courts für die Beachvolleyballwettbewerbe, die ein Fassungsvermögen von 7500 bzw. 3500 Zuschauern aufwiesen.
WeitereSavannah River, Ocoee Whitewater Center, Golden Park, Legion Field (olympisches Fußballturnier, Fassungsvermögen: 80.581 Zuschauer, gelegen in Birmingham), RFK Stadium (olympisches Fußballturnier, gelegen in Washington, D.C.), Florida Citrus Bowl (olympisches Fußballturnier, gelegen in Orlando), Miami Orange Bowl (olympisches Fußballturnier), Wassaw Sound (Segelwettbewerbe, Kapazitäten für 13.000 Zuschauer auf Begleitschiffen)

## Teilnehmer

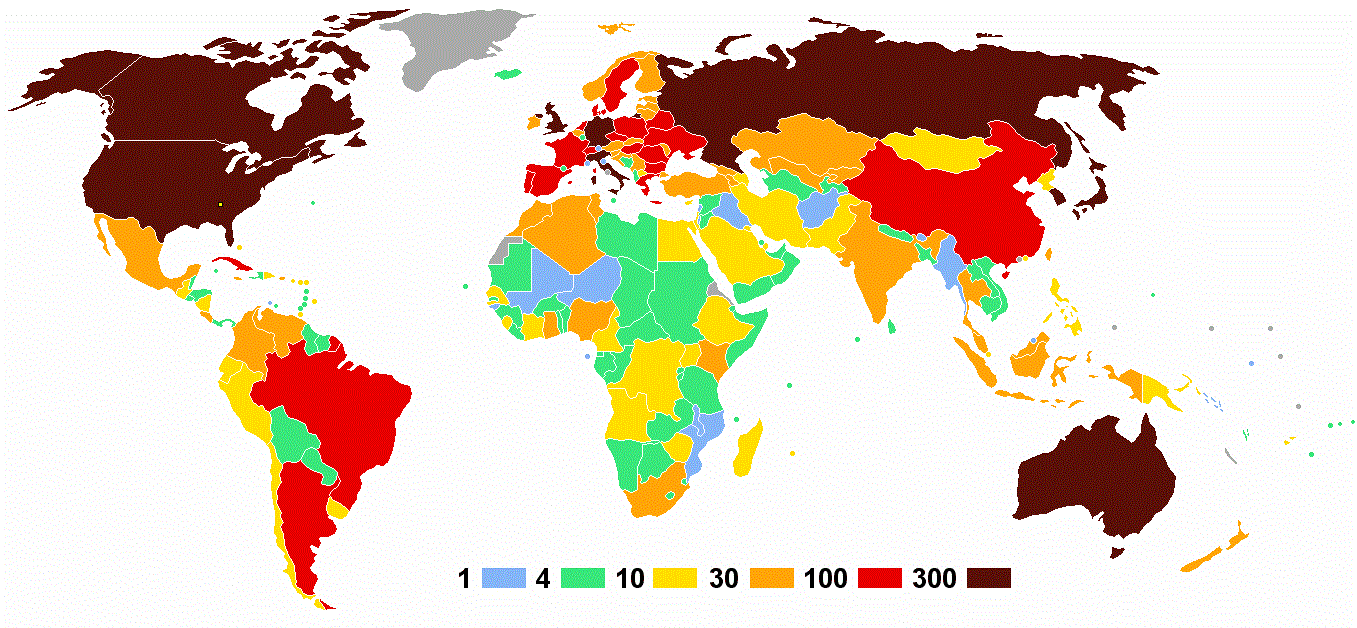
Anzahl der Athleten

| Europa (5.205 Athleten aus 48 Nationen) | Europa (5.205 Athleten aus 48 Nationen) | Europa (5.205 Athleten aus 48 Nationen) |
| --- | --- | --- |
| - Albanien (7) - Andorra (8) - Armenien * (32) - Aserbaidschan * (23) - Belarus * (157) - Belgien (61) - Bosnien und Herzegowina (9) - Bulgarien (110) - Dänemark (119) - Deutschland (465) - Estland (43) - Finnland (76) - Frankreich (299) - Georgien * (34) - Griechenland (121) - Großbritannien (300) | - Island (9) - Irland (78) - Israel (25) - Italien (346) - Jugoslawien * (68) - Kroatien (84) - Lettland (48) - Liechtenstein (2) - Litauen (61) - Luxemburg (6) - Malta (7) - Mazedonien * (11) - Moldau * (40) - Monaco (3) - Niederlande (235) - Norwegen (96)         | - Österreich (72) - Polen (165) - Portugal (106) - Rumänien (165) - Russland (390) - San Marino (1) - Schweden (177) - Schweiz (114) - Slowakei * (71) - Slowenien (37) - Spanien (294) - Tschechien * (115) - Türkei (53) - Ungarn (214) - Ukraine * (231) - Zypern (17)                           |
| Amerika (2.183 Athleten aus 42 Nationen) | | |
| - Amerikanische Jungferninseln (12) - Antigua und Barbuda (13) - Argentinien (178) - Aruba (3) - Bahamas (26) - Barbados (13) - Belize (5) - Bermuda (9) - Bolivien (8) - Brasilien (225) - Britische Jungferninseln (7) - Cayman Islands (9) - Chile (21) - Costa Rica (11)                                | - Dominica * (6) - Dominikanische Republik (16) - Ecuador (19) - El Salvador (7) - Grenada (5) - Guatemala (26) - Guyana (7) - Haiti (7) - Honduras (7) - Jamaika (45) - Kanada (303) - Kolumbien (48) - Kuba (164) - Mexiko (97)                                         | - Nicaragua (26) - Niederländische Antillen (6) - Panama (7) - Paraguay (7) - Peru (29) - Puerto Rico (69) - St. Kitts und Nevis * (10) - St. Lucia * (6) - St. Vincent und die Grenadinen (8) - Suriname (7) - Trinidad und Tobago (12) - Vereinigte Staaten (646) - Uruguay (14) - Venezuela (39) |
| Asien (1.616 Athleten aus 42 Nationen) | | |
| - Afghanistan (1) - Bahrain (5) - Bangladesch (4) - Bhutan (2) - Brunei (1) - China, Volksrepublik (294) - Chinesisch Taipeh (74) - Hongkong (23) - Indien (49) - Indonesien (40) - Iran (18) - Irak (3) - Japan (306) - Jemen (4) - Jordanien (5)                                                          | - Kambodscha (5) - Kasachstan * (96) - Katar (12) - Kirgisistan * (33) - Korea, DVR (24) - Korea, Republik (300) - Kuwait (25) - Laos (5) - Libanon (1) - Malaysia (35) - Malediven (6) - Mongolei (16) - Myanmar (3) - Nepal (6) - Oman (4)                              | - Pakistan (24) - Palästina* (2) - Philippinen (12) - Saudi-Arabien (29) - Singapur (14) - Sri Lanka (9) - Syrien (7) - Tadschikistan * (8) - Thailand (37) - Turkmenistan * (7) - Usbekistan * (71) - Vereinigte Arabische Emirate (4) - Vietnam (6)                                               |
| Afrika (753 Athleten aus 53 Nationen) | | |
| - Ägypten (29) - Algerien (45) - Angola (28) - Äquatorialguinea (5) - Äthiopien (18) - Benin (5) - Botswana (7) - Burkina Faso (5) - Burundi * (7) - Dschibuti (5) - Elfenbeinküste (11) - Gabun (7) - Gambia (9) - Ghana (35) - Guinea (5) - Guinea-Bissau * (3) - Kamerun (15) - Kap Verde * (4)          | - Kenia (52) - Komoren * (4) - Kongo, Republik (5) - Lesotho (9) - Liberia (5) - Libyen (5) - Madagaskar (11) - Malawi (2) - Mali (3) - Marokko (34) - Mauretanien (4) - Mauritius (26) - Mosambik (3) - Namibia (8) - Niger (3) - Nigeria (65) - Ruanda (4) - Sambia (8) | - São Tomé und Príncipe * (2) - Senegal (11) - Seychellen (9) - Sierra Leone (14) - Simbabwe (13) - Somalia (4) - Südafrika (84) - Sudan (4) - Swasiland (8) - Tansania (7) - Togo (5) - Tschad (4) - Tunesien (51) - Uganda (10) - Zaire (14) - Zentralafrikanische Republik (5)                   |
| Ozeanien (585 Athleten aus 12 Nationen) | | |
| - Amerikanisch-Samoa (7) - Australien (424) - Cookinseln (3) - Fidschi (17) | - Guam (8) - Nauru * (3) - Neuseeland (97) - Papua-Neuguinea (11) | - Salomonen (1) - Tonga (5) - Vanuatu (4) - Westsamoa (5) |
| (Anzahl der Athleten) * erstmalige Teilnahme an Sommerspielen | | |

## Wettkampfprogramm
Es wurden 271 Wettbewerbe (163 für Männer, 97 für Frauen, 1 Mixed- und 10 offene Wettbewerbe) in 26 Sportarten/37 Disziplinen ausgetragen, Das waren 14 Wettbewerbe, 1 Sportart und 3 Disziplinen mehr als in Barcelona 1992. Nachfolgend die Änderungen im Detail:
- Im Badminton wurde das Mixed-Doppel hinzugefügt.
- Die Baseballvariante Softball wurde für Frauen olympisch.
- Im Fechten kam für Frauen Degeneinzel und Degenmannschaft hinzu.
- Debüt der Frauen in der Mannschaftssportart Fußball.
- In der Leichtathletik ersetzten die 5000 m die 3000 m der Frauen – zusätzlich kam bei den Frauen der Dreisprung hinzu.
- Im Modernen Fünfkampf entfiel der Mannschaftswettbewerb für Männer.
- Beim Radsport wurde im Bahnradsport das Programm bei den Frauen durch das Punktefahren erweitert – auf der Straße ersetzte das Einzelzeitfahren für Männer und Frauen das Mannschaftszeitfahren für Männer. Das Einzelzeitfahren für Männer war bereits zwischen 1912 und 1924 olympisch. Darüber hinaus wurde die Disziplin Mountainbike für Männer und Frauen olympisch.
- Im Rudern entfiel sowohl der Zweier als auch der Vierer mit Steuermann der Männer – bei den Frauen ersetzte der Leichtgewichts-Doppelzweier den gerade in Barcelona eingeführte Vierer ohne Steuermann. Darüber hinaus wurde der Leichtgewichts-Vierer ohne Steuermann für Männer eingeführt.
- Beim Schießen wurde das Programm durch Doppeltrap für Männer und Frauen erweitert und die offene Klasse Skeet in eine Männerklasse umgewandelt.
- Im Schwimmen wurde die 4 × 200-m-Freistilstaffel der Frauen ins Programm aufgenommen.
- Im Synchronschwimmen ersetzte die Frauen-Gruppe den Einzelwettbewerb.
- Beim Segeln wurde die offene Bootsklasse Flying Dutchman durch Laser ersetzt. Beim Windsurfing ersetzte das Board Mistral das Lechner A-390.
- In der Rhythmischen Sportgymnastik wurde für Frauen der Teamwettkampf hinzugefügt.
- Im Volleyball wurde die Disziplin Beachvolleyball für Frauen und Männer olympisch.

### Olympische Sportarten/Disziplinen
- Badminton Gesamt (5) = Männer (2)/Frauen (2)/Mixed (1)
- Baseball Gesamt (1) = Männer (1)
- Basketball Gesamt (2) = Männer (1)/Frauen (1)
- Bogenschießen Gesamt (4) = Männer (2)/Frauen (2)
- Boxen Gesamt (12) = Männer (12)
- Fechten Gesamt (10) = Männer (6)/Frauen (4)
- Fußball Gesamt (2) = Männer (1)/Frauen (1)
- Gewichtheben Gesamt (10) = Männer (10)
- Handball Gesamt (2) = Männer (1)/Frauen (1)
- Hockey Gesamt (2) = Männer (1)/Frauen (1)
- Judo Gesamt (14) = Männer (7)/Frauen (7)
- Kanusport
  -  Kanurennsport Gesamt (12) = Männer (9)/Frauen (3)
  -  Kanuslalom Gesamt (4) = Männer (3)/Frauen (1)
- Leichtathletik Gesamt (44) = Männer (24)/Frauen (20)
- Moderner Fünfkampf Gesamt (1) = Männer (1)
- Radsport
  -  Bahn Gesamt (8) = Männer (5)/Frauen (3)
  -  Mountainbike Gesamt (2) = Männer (1)/Frauen (1)
  -  Straße Gesamt (4) = Männer (2)/Frauen (2)
- Reiten
  -  Dressur Gesamt (2) = Offen (2)
  -  Springen Gesamt (2) = Offen (2)
  -  Vielseitigkeit Gesamt (2) = Offen (2)
- Ringen
  -  Freistil Gesamt (10) = Männer (10)
  -  Griechisch-römisch Gesamt (10) = Männer (10)
- Rudern Gesamt (14) = Männer (8)/Frauen (6)
- Schießen Gesamt (15) = Männer (10)/Frauen (5)
- Schwimmsport
  -  Schwimmen Gesamt (32) = Männer (16)/Frauen (16)
  -  Synchronschwimmen Gesamt (1) = Frauen (1)
  -  Wasserball Gesamt (1) = Männer (1)
  -  Wasserspringen Gesamt (4) = Männer (2)/Frauen (2)
- Segeln Gesamt (10) = Männer (3)/Frauen (3)/Offen (4)
- Softball Gesamt (1) = Frauen (1)
- Tennis Gesamt (4) = Männer (2)/Frauen (2)
- Tischtennis Gesamt (4) = Männer (2)/Frauen (2)
- Turnsport
  -  Kunstturnen Gesamt (14) = Männer (8)/Frauen (6)
  -  Rhythmische Sportgymnastik Gesamt (2) = Frauen (2)
- Volleyball
  -  Beachvolleyball Gesamt (2) = Männer (1)/Frauen (1)
  -  Volleyball Gesamt (2) = Männer (1)/Frauen (1)

Anzahl der Wettkämpfe in Klammern

### Zeitplan
| Zeitplan                  | Zeitplan                   | Zeitplan | Zeitplan | Zeitplan | Zeitplan | Zeitplan | Zeitplan | Zeitplan | Zeitplan | Zeitplan | Zeitplan | Zeitplan | Zeitplan | Zeitplan | Zeitplan | Zeitplan | Zeitplan | Zeitplan | Zeitplan           |
| Disziplin                 | Disziplin                  | Fr. 19.  | Sa. 20.  | So. 21.  | Mo. 22.  | Di. 23.  | Mi. 24.  | Do. 25.  | Fr. 26.  | Sa. 27.  | So. 28.  | Mo. 29.  | Di. 30.  | Mi. 31.  | Do. 1.   | Fr. 2.   | Sa. 3.   | So. 4.   | Ent- schei- dungen |
| Disziplin                 | Disziplin                  | Juli     | Juli     | Juli     | Juli     | Juli     | Juli     | Juli     | Juli     | Juli     | Juli     | Juli     | Juli     | Juli     | August   | August   | August   | August   | Ent- schei- dungen |
| ------------------------- | -------------------------- | -------- | -------- | -------- | -------- | -------- | -------- | -------- | -------- | -------- | -------- | -------- | -------- | -------- | -------- | -------- | -------- | -------- | ------------------ |
| Eröffnungsfeier           |                            |          |          |          |          |          |          |          |          |          |          |          |          |          |          |          |          |          |                    |
| Badminton                 | Badminton                  |          |          |          |          |          |          |          |          |          |          |          |          | 2        | 3        |          |          |          | 5                  |
| Baseball                  | Baseball                   |          |          |          |          |          |          |          |          |          |          |          |          |          |          | 1        |          |          | 1                  |
| Basketball                | Basketball                 |          |          |          |          |          |          |          |          |          |          |          |          |          |          | 1        |          | 1        | 2                  |
| Bogenschießen             | Bogenschießen              |          |          |          |          |          |          |          |          |          |          |          |          | 1        | 1        | 2        |          |          | 4                  |
| Boxen                     | Boxen                      |          |          |          |          |          |          |          |          |          |          |          |          |          |          |          | 7        | 5        | 12                 |
| Fechten                   | Fechten                    |          | 1        | 2        | 2        | 1        | 2        | 2        |          |          |          |          |          |          |          |          |          |          | 10                 |
| Fußball                   | Fußball                    |          |          |          |          |          |          |          |          |          |          |          |          |          | 1        |          | 1        |          | 2                  |
| Gewichtheben              | Gewichtheben               |          | 1        | 1        | 1        | 1        | 1        |          | 1        | 1        | 1        | 1        | 1        |          |          |          |          |          | 10                 |
| Handball                  | Handball                   |          |          |          |          |          |          |          |          |          |          |          |          |          |          |          | 1        | 1        | 2                  |
| Hockey                    | Hockey                     |          |          |          |          |          |          |          |          |          |          |          |          |          | 1        | 1        |          |          | 2                  |
| Judo                      | Judo                       |          | 2        | 2        | 2        | 2        | 2        | 2        | 2        |          |          |          |          |          |          |          |          |          | 14                 |
| Kanusport                 | Kanurennsport              |          |          |          |          |          |          |          |          |          |          |          |          |          |          |          | 5        | 7        | 12                 |
| Kanusport                 | Kanuslalom                 |          |          |          |          |          |          |          |          | 2        | 2        |          |          |          |          |          |          |          | 4                  |
| Leichtathletik            | Leichtathletik             |          |          |          |          |          |          |          | 2        | 4        | 5        | 8        |          | 5        | 4        | 6        | 9        | 1        | 44                 |
| Moderner Fünfkampf        | Moderner Fünfkampf         |          |          |          |          |          |          |          |          |          |          |          | 1        |          |          |          |          |          | 1                  |
| Radsport                  | Bahn                       |          |          |          |          |          | 1        |          | 1        | 2        | 4        |          |          |          |          |          |          |          | 8                  |
| Radsport                  | Mountainbike               |          |          |          |          |          |          |          |          |          |          |          | 2        |          |          |          |          |          | 2                  |
| Radsport                  | Straße                     |          |          | 1        |          |          |          |          |          |          |          |          |          | 1        |          |          | 2        |          | 4                  |
| Reitsport                 | Dressur                    |          |          |          |          |          |          |          |          | 1        |          |          |          |          |          |          | 1        |          | 2                  |
| Reitsport                 | Springen                   |          |          |          |          |          |          |          |          |          |          |          |          |          | 1        |          |          | 1        | 2                  |
| Reitsport                 | Vielseitigkeit             |          |          |          |          |          | 1        |          | 1        |          |          |          |          |          |          |          |          |          | 2                  |
| Ringen                    | Freistil                   |          |          |          |          |          |          |          |          |          |          |          | 3        | 2        | 3        | 2        |          |          | 10                 |
| Ringen                    | Griech.-röm.               |          | 6        |          | 4        |          |          |          |          |          |          |          |          |          |          |          |          |          | 10                 |
| Rudern                    | Rudern                     |          |          |          |          |          |          |          |          | 7        | 7        |          |          |          |          |          |          |          | 14                 |
| Schießen                  | Schießen                   |          | 2        | 2        | 1        | 2        | 3        | 1        | 3        | 1        |          |          |          |          |          |          |          |          | 15                 |
| Schwimm-sport             | Schwimmen                  |          | 4        | 4        | 5        | 5        | 4        | 5        | 5        |          |          |          |          |          |          |          |          |          | 32                 |
| Schwimm-sport             | Synchronschwimmen          |          |          |          |          |          |          |          |          |          |          |          |          |          |          | 1        |          |          | 1                  |
| Schwimm-sport             | Wasserball                 |          |          |          |          |          |          |          |          |          | 1        |          |          |          |          |          |          |          | 1                  |
| Schwimm-sport             | Wasserspringen             |          |          |          |          |          |          |          |          | 1        |          | 1        |          | 1        |          | 1        |          |          | 4                  |
| Segeln                    | Segeln                     |          |          |          |          |          |          |          |          |          |          | 4        | 1        | 2        | 2        | 1        |          |          | 10                 |
| Softball                  | Softball                   |          |          |          |          |          |          |          |          |          |          |          | 1        |          |          |          |          |          | 1                  |
| Tennis                    | Tennis                     |          |          |          |          |          |          |          |          |          |          |          |          |          |          | 2        | 2        |          | 4                  |
| Tischtennis               | Tischtennis                |          |          |          |          |          |          |          |          |          |          | 1        | 1        | 1        | 1        |          |          |          | 4                  |
| Turnsport                 | Kunstturnen                |          |          |          | 1        | 1        | 1        | 1        |          |          | 3        | 7        |          |          |          |          |          |          | 14                 |
| Turnsport                 | Rhythmische Sportgymnastik |          |          |          |          |          |          |          |          |          |          |          |          |          |          |          | 1        | 1        | 2                  |
| Volleyball                | Beachvolleyball            |          |          |          |          |          |          |          |          | 1        | 1        |          |          |          |          |          |          |          | 2                  |
| Volleyball                | Volleyball                 |          |          |          |          |          |          |          |          |          |          |          |          |          |          |          | 1        | 1        | 2                  |
| Schlussfeier              |                            |          |          |          |          |          |          |          |          |          |          |          |          |          |          |          |          |          |                    |
| Demonstrationswettbewerbe |                            |          |          |          |          |          |          |          |          |          |          |          |          |          |          |          |          |          |                    |
| Rollstuhl-Leichtathletik  | Rollstuhl-Leichtathletik   |          |          |          |          |          |          |          |          |          |          |          |          |          | 2        |          |          |          |                    |
| Entscheidungen            | Entscheidungen             |          | 16       | 12       | 16       | 12       | 15       | 11       | 15       | 20       | 24       | 22       | 10       | 15       | 17       | 18       | 30       | 18       | 271                |
|                           |                            | Fr. 19.  | Sa. 20.  | So. 21.  | Mo. 22.  | Di. 23.  | Mi. 24.  | Do. 25.  | Fr. 26.  | Sa. 27.  | So. 28.  | Mo. 29.  | Di. 30.  | Mi. 31.  | Do. 1.   | Fr. 2.   | Sa. 3.   | So. 4.   |                    |
| Juli                      | Juli                       | Juli     | Juli     | Juli     | Juli     | Juli     | Juli     | Juli     | Juli     | Juli     | Juli     | Juli     | August   | August   | August   | August   |          |          |                    |

Farblegende

## Höhepunkte
- Früher Höhepunkt der Spiele war die Entzündung der olympischen Flamme durch den an Parkinson erkrankten ehemaligen Boxer Muhammad Ali.
- Offiziell eröffnet wurden die Spiele durch den US-amerikanischen Präsidenten Bill Clinton. Den olympischen Eid sprachen die US-amerikanische Basketballerin Teresa Edwards und der US-amerikanische Schwimmsport-Kampfrichter Hobie Billingsly.
- Als ein herausragendes Ereignis der Spiele gilt der Weltrekord über 200 Meter von Michael Johnson.
- Die Öffnung der Olympischen Spiele für Profisportler wurde weiter ausgedehnt. So nahm der fünfmalige Tour-de-France-Sieger Miguel Indurain an den Spielen teil und gewann das Zeitfahren.
- Bei der Schlussfeier übergab Bill Campbell, der Bürgermeister von Atlanta, die olympische Flagge an Frank Sartor, den Bürgermeister von Sydney.

## Herausragende Sportler
- Erfolgreichste Sportler waren mit dem Russen Alexander Popow und dem US-Amerikaner Gary Hall junior zwei Schwimmer. Beide Freistilspezialisten, die direkte Kontrahenten auf den Sprintdistanzen waren, gewannen jeweils zwei Gold- und zwei Silbermedaillen. Während Popow beide direkten Vergleiche für sich entschied und Hall jedes Mal auf den Silberrang verwies, gewann dieser zweimal mit der US-Staffel jeweils vor Russland.
- Die meisten Medaillen gewann erneut ein Turner: der Russe Alexei Nemow gewann zwei Gold-, eine Silber- und drei Bronzemedaillen.
- Der amtierende 200- und 400-Meter-Weltmeister Michael Johnson gewann auf seinen beiden Spezialstrecken jeweils Gold. Über die 200 Meter stellte er mit 19,32 s einen Weltrekord auf.
- Carl Lewis errang mit dem Gewinn des Weitsprungs die vierte olympische Goldmedaille in Folge im selben Wettbewerb. Dasselbe war zuvor erst Al Oerter im Diskuswurf bei den Olympischen Sommerspielen 1968 gelungen.
- Die Französin Marie-José Pérec markierte bei ihrem Sieg im schnellsten 400-Meter-Rennen seit zehn Jahren mit 48,25 s einen neuen olympischen Rekord, der ihr zugleich Platz drei in der ewigen Weltbestenliste hinter Marita Koch und Jarmila Kratochvílová einbrachte.
- Die besten Deutschen waren diesmal die Reiter: Isabell Werth gewann die Einzel- und Mannschaftsgoldmedaille im Dressurreiten. Ulrich Kirchhoff wurde Einzel- und Mannschaftsolympiasieger im Springreiten.
- Karch Kiraly holte im Beachvolleyball seine dritte olympische Goldmedaille. Die ersten beiden Goldmedaillen sicherte er sich 1984 und 1988 mit dem Team USA (Hallenvolleyball).
- Der russische Ringer Alexander Karelin gewann seine dritte Goldmedaille in Folge im Superschwergewicht im griechisch-römischen Stil. Seit seinem internationalen Debüt im Jahre 1987 blieb somit der sechsfache Welt- und neunfache Europameister in allen Kämpfen weiterhin unbesiegt.
- Der US-Amerikaner Kurt Angle gewann, wie sich später herausstellte, mit einem zweifachen Knochenbruch im Bereich des Nackens die Goldmedaille im Freistilringen im Schwergewicht.

## Erwähnenswert
- Zur Eröffnungsfeier und zum 100-jährigen Jubiläum wurde der älteste lebende Olympiasieger, der 97-jährige slowenische Turner Leon Štukelj eingeladen.
- Am 27. Juli kam es im Centennial Olympic Park zu einem Bombenattentat, bei dem zwei Menschen getötet und 111 verletzt wurden. Als Täter wurde Eric Rudolph, ein Aktivist der Terrororganisation Army of God, zu lebenslanger Haft verurteilt. Vorher war der am Attentat unschuldige Wachmann Richard Jewell Opfer einer Hetzkampagne durch US-amerikanische Medien geworden.
- Im Rahmen der Eröffnungsfeier kamen erstmals von Peter Minshall entworfene Tall Boys zum Einsatz, die heute weltweit als Werbeträger eingesetzt werden.
- Izzy, das offizielle Maskottchen der Spiele, war das erste Maskottchen der olympischen Geschichte, das weder auf einem Lebewesen, noch auf einem Gegenstand basierte.